# Корчинський Михайло Михайлович
Корчи́нський Миха́йло Миха́йлович (англ. Michael Korchynsky) (11 квітня 1918, Київ — 5 серпня 2010, Піттсбург) — визначний український і американський металург та матеріалознавець. Знаний з вагомого внеску в створення промислових сталей, автор шести патентів на технології виготовлення й термічного оброблення високоміцних малолегованих сталей (HSLA). Член Американського товариства металів - ASM, Американського інституту гірничих, металургійних і нафтових інженерів — AIME, Американського інституту чавуну й сталі — AISI. Відзначений AIME Премією Роберта Ерла Мак-Коннелла, AISI — Медаллю Елберта Генрі Гері, ASM — Премією Вілляма Ганта Айземана. Співзасновник та президент Українського технологічного товариства Піттсбургу.

## Життєпис

### Походження
Михайло Корчинський народився 11 квітня 1918 року в Києві в родині українського адвоката, відомого громадського і політичного діяча, Державного Секретаря Ради народних міністрів УНР доби Директорії Корчинського Михайла Агафоновича. Його мати — Корчинська Ядвіга Ієронімівна.
16 листопада 1919 року, після від'їзду уряду Директорії УНР з Кам'янця-Подільського, Іван Огієнко очолив тут Раду Головноуповноваженого Уряду УНР, а батько Михайла став її членом. Захоплення Кам'янця-Подільського більшовицькими військами 16 листопада 1920 року змусило Михайла Агафоновича Корчинського переїхати з сім'єю в Галичину. Там він спочатку працював адвокатом у Кам'янці-Струмиловій, а від 1922 року — як правний дорадник у Ревізійному cоюзі українських Кооператив у Львові, професор і член Кураторії Вищих Шкіл у Львові, був членом НТШ. Тому дитинство та молоді роки Михайла минули у Львові.

### Освіта

Викладачі машинового відділу політехніки, 1943 рік: Сидять (зліва направо): Є.Перхорович, С.Дакура, Р.Ординський. Стоять (зліва направо):Гапій, Ю.Сітницький, О.Сєцінський, М.Корчинський, Зафійовський, М.Медвідь

З 1936 року він навчався на машиновому відділі Львівської політехніки, який закінчував під керівництвом професора Євгена Перхоровича, знаного спеціаліста з ливарництва й металознавства, учня відомого українського вченого-металознавця Івана Фещенка-Чопівського. Диплом інженера-механіка Корчинський отримав 1941 року і почав працювати викладачем кафедри технології металів, яку очолював Євген Перхорович. Під час німецької окупації статус політехніки з 1941 року був понижений до трирічних фахових курсів.

### Виробничо-наукова діяльність
1944 року Михайло Корчинський вимушено емігрував на захід, де опинився в англійській зоні окупації Німеччини. Після п'яти років роботи головним інженером Інженерного корпусу армії США в Німеччині 1950 року Михайло Корчинський переїхав у США, де розпочав працю в лабораторії з дослідження металів корпорації Union Carbide в місті Ніагара-Фоллс штату Нью-Йорк.
1961 року Корчинський продовжив свою дослідницьку кар'єру в лабораторії сталеливарної компанії Jones and Laughlin у Піттсбурзі, спочатку як науковий керівник лабораторії, а потім як директор з наукових досліджень компанії. З цього часу родина Корчинських замешкала в Бетел-Парк — передмісті агломерації Піттсбурга, розташованому приблизно за 10 км на південь від Піттсбурга.
1973 року компанія Union Carbide запросила Корчинського на посаду директора з розроблення сплавів, спочатку в Нью-Йорку, згодом у Піттсбурзі. З 1987 року він керував фірмою «Корчинський та партнери», був консультантом з металургії в корпорації Strategic Minerals в Піттсбурзі.
Наукова й виробнича діяльність Михайла Корчинського, яка охоплює майже 60 років, концентрувалася на дослідженнях металургійного виробництва промислових сплавів. Його перші роботи були присвячені розробленню холоднотривких та жароміцних сталей, високолегованих сплавів, тугоплавких металів. Він вивчав та розв'язував проблеми виробництва ядерного палива методами порошкової металургії. У корпорації Jones & Laughlin Steel його діяльність була спрямована на керівництво науковими роботами та виробничо-комерційними проєктами. Ним були виконані різноманітні вдосконалення процесів виробництва сталей, такі як прискорене охолодження штрипсів чи металургійний контроль форми неметалевих включень. Він очолив розроблення, наукові дослідження та усіляко сприяв запровадженню у виробництво нового класу високоміцних малолегованих сталей (HSLA), зокрема, мікролегованих ванадієм. Підкреслюючи їхні економічні й конструкційні переваги, Корчинський проклав шлях до широкого застосування таких сталей у будівництві, автомобілебудуванні та інших галузях. Як консультант з питань металургії брав участь у різноманітних проєктах з розширення сфери застосування мікролегованих сталей у промисловості. Його наукові досягнення у галузі створення сплавів і технології оброблення високоміцних малолегованих сталей підтверджені патентами США.
Михайло Корчинський є автором численних наукових публікацій. Він учасник низки наукових конференцій, зокрема, міжнародної технічної конференції, присвяченої засобам безпеки транспорту (Вашингтон, 1972), конференції «Термомеханічні процеси: теорія, моделювання й практика» (Стокгольм, 1996), Міжнародного симпозіуму «Сталь для збірних конструкцій» (Цинциннаті, 1999), Міжнародного симпозіуму «Застосування ванадію в сталях» (Пекін, 2001). Організатор та голова двох міжнародних конференцій, присвячених високоміцним малолегованим сталям (HSLA): «Мікролегування '75», (Вашингтон, 1975); «Мікролегування '95» (Піттсбург, 1984). Корчинський був редактором матеріалів Міжнародної конференції з технології та застосування високоміцних малолегованих сталей (HSLA) (Філадельфія, 1983).
Був номінований лектором Howe Memorial (Генрі Меріон Гав) — американський металург в галузі виробництва і властивостей чавунів та сталей), лектором Ендрю Карнеґі.

## Громадська діяльність

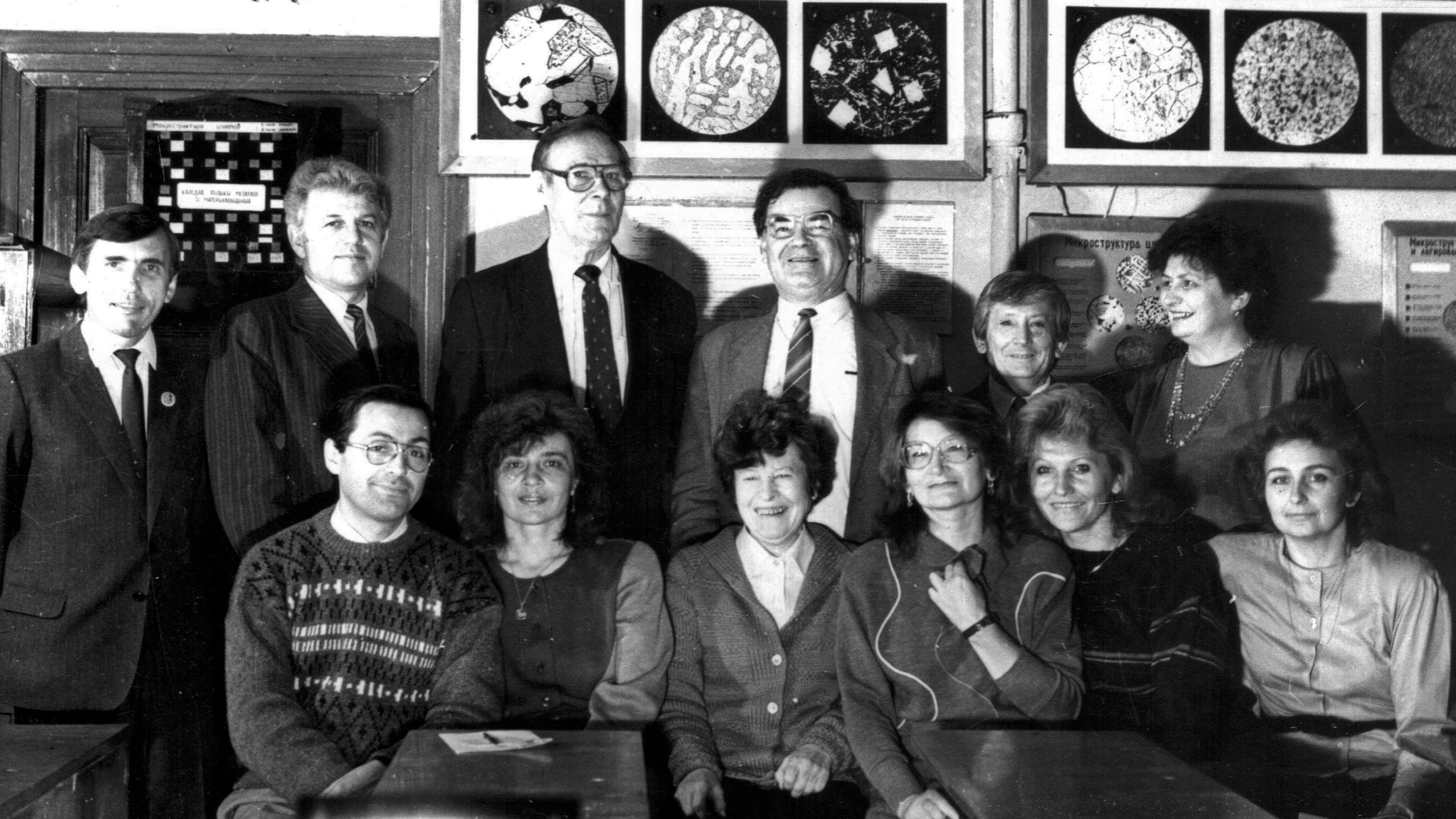
Михайло Корчинський (стоїть третій зліва) на рідній кафедрі з викладачами кафедри, 1990

Корчинський Михайло відданий українсько-американський громадський діяч, Голова українсько-американської громади в Піттсбурзі, cпівзасновник та президент Українського Технологічного Товариства (УТТ) Пітсбурга. Фінансово підтримував стипендіальний фонд УТТ. У пам'ять про нього після його смерті УТТ запровадило Меморіальну стипендію Михайла Корчинського.
Корчинський завжди цікавився подіями в Україні, розвитком її металургії та матеріалознавства, протягом останніх років неодноразово відвідував Україну і Львів. Уперше відвідав Україну і свою рідну кафедру 1990 року. Радо підтримував творчі й дружні стосунки з викладачами кафедри, надаючи фахові консультації.

## Родина
1953 року Михайло Корчинський одружився з Таїсією Лапіною, з якою прожив у щасливому шлюбі 53 роки до дня її смерті 11 березня 2005 року. Подружжя виховало й дало освіту синові Михайлу та двом донькам — Марині та Роксані.
Михайло Корчинський-молодший (1954—2016) народився в місті Ніагара-Фоллс, виріс у Бетел-Парк штату Пенсильванія, де 1972 року закінчив середню школу. Отримавши ступінь бакалавра з машинобудування в Університеті Пердью (м. Вест-Лафайєт штату Індіана) 1977 року, працював у найбільшій у США енергетичній корпорації Exelon. Протягом своєї майже 40-річної кар'єри у цій корпорації обіймав різні посади, зокрема відповідального за ядерні питання, виконавчого помічника президента та директора з ядерних питань Exelon Nuclear.
Донька Корчинських Марина після одруження разом з чоловіком Манфредом Морарі та синами Манфредом і Михайлом проживає в Цюриху. Роксана Корчинська проживає в Піттсбургу. Коли 2007 року Михайло Корчинський востаннє відвідав Львів з нагоди 135-річного ювілею рідної кафедри, його супроводжували доньки Марина та Роксана й онук Манфред, які вперше побували на рідній землі батька й дідуся.
Помер Михайло Корчинський 5 серпня 2010 року в Бетел-Парк. Чин поховання відбувся 11 серпня в Саут-Баунд-Брук (штат Нью-Джерсі) в Соборі святого Андрія Первозваного на цвинтарі святого Андрія — українському пантеоні у Сполучених Штатах Америки, де поховані понад 6 тисяч відомих українських діячів: політиків, державотворців, служителів церкви, учених, письменників, художників, музикантів, меценатів.

## Визнання заслуг
Михайло Корчинський член багатьох фахових товариств, зокрема, Американського товариства металів — ASM, Американського інституту гірничих, металургійних і нафтових інженерів — AIME, Американського інституту чавуну й сталі — AISI, Українського технологічного товариства (УТТ) Пітсбурга. На відзначення його заслуг у створенні високоміцних сталей Американський інститут чавуну й сталі нагородив його Медаллю Елберта Генрі Гері, названою в честь першого президента AISI, видатного лідера в галузі металургії Північної Америки. Американський інститут металів 1984 року нагородив його Премією Вілляма Ганта Айземана (англ. William Hunt Eisenman Award), названою в честь довголітнього секретаря ASM.
1992 року Михайло Корчинський був відзначений нагородою AIME — Премією Роберта Ерла Мак-Коннелла:
|  | «За розвиток теорії, створення сплавів та технології оброблення мікролегованих сталей з метою здешевлення без втрати надійності критично важливих інженерних деталей».Оригінальний текст (англ.) "For advancing the theory, alloy design, and processing technology of microalloyed steels in order to reduce cost without sacrificing reliability of critical engineering components. |

За визначний внесок в інновації та дослідження в галузі виробництва сталі він був 2004 року відзначений в Китаї премією «Дружба 2004».
У жовтні 2014 року в Піттсбургу в рамках конференції «Матеріалознавство й технологія» (англ. Materials Science & Technology) був проведений Симпозіум пам'яті Михайла Корчинського — «Михайло Корчинський про мікролеговані ванадієм сталі».

## Вибрані наукові публікації
- Leon Luyckx, John R. Bell, Alex McLean & Michael Korchynsky. Sulfide shape control in high strength low alloy steels // Metallurgical Transactions. — 1970. — Т. 1 (30 березня). — С. 3341–3350.
- M. Korchynsky, S. Zajaс. Flat Rolled Products from thin-Slab Technology. Technological and Economical Potential. — Proceedings: Thermomechanical Processing in Theory, Modelling, and Practice. — Stockholm : ASM International, 1996.
- M. Korchynsky. New Steels for New Mills // Scandinavian Journal of Metallurgy. — 1999. — Т. 28 (30 березня). — С. 471-481.
- M. Korchynsky. Cost Effectiveness of Micro- alloyed Steels. — International Symposium Proceedings: Steel for Fabricated Structures. — Cincinnati, Ohio : ASM, 1999.
- Michael Korchynsky. A New Role for Microalloyed Steels − Adding Economic Value. — Proceedings of the Vanitec Symposium: The Use of Vanadium in Steel. — Beijing, China, 2001. — P. 26-35.
- M. Korchynsky. Advanced Metallic Structural Materials and a New Role for Microalloyed Steels // Materials Science Forum. — 2005. — Т. 500-501 (30 березня). — С. 471-481. — DOI:doi.org/10.4028/www.scientific.net/MSF.500-501.
- Michael Korchynsky (2009). A new role for microalloyed steels. Metal Forming & Fabricating.

### Окремі патенти США, видані Михайлу Корчинському
- US patent 2871117, Michael Korchynsky, "Low alloy ferritic steel for high temperature application", issued 1959-01-27
- US patent 3666452, Michael Korchynsky and other, "High-strength low alloy steels", issued 1972-05-30
- US patent 3671336, Michael Korchynsky, "High-strength plain carbon steels having improved formability", issued 1972-06-20